# O Quim e o Manecas
O Quim e o Manecas é um filme mudo português, baseado na série de banda desenhada d'O Século Quim e Manecas, de Stuart Carvalhais.
Filmado em Lisboa, mais concretamente tendo como exteriores, por exemplo, o Coliseu de Lisboa e o Jardim Botânico, o filme estreou a 12 de outubro de 1920.

## Elenco
- Stuart Carvalhais - Pai do Manecas
- Armindo Coelho - Quim/Manecas
- Octávio de Matos - Quim/Manecas
- José Clímaco - Polícia
- Delfina Victor - Vítima